# Periclimenes rex
Periclimenes rex är en kräftdjursart som beskrevs av Kemp 1922. Periclimenes rex ingår i släktet Periclimenes och familjen Palaemonidae. Inga underarter finns listade i Catalogue of Life.